# Canton de Bourgs sur Colagne
Le canton de Bourgs sur Colagne, précédemment appelé canton de Chirac, est une circonscription électorale française du département de la Lozère.

## Histoire
Un nouveau découpage territorial de la Lozère entre en vigueur à l'occasion des élections départementales de 2015. Il est défini par le décret du 25 février 2014, en application des lois du 17 mai 2013 (loi organique 2013-402 et loi 2013-403). Les conseillers départementaux sont, à compter de ces élections, élus au scrutin majoritaire binominal mixte. Les électeurs de chaque canton élisent au Conseil départemental, nouvelle appellation du Conseil général, deux membres de sexe différent, qui se présentent en binôme de candidats. Les conseillers départementaux sont élus pour 6 ans au scrutin binominal majoritaire à deux tours, l'accès au second tour nécessitant 12,5 % des inscrits au 1er tour. En outre la totalité des conseillers départementaux est renouvelée. Ce nouveau mode de scrutin nécessite un redécoupage des cantons dont le nombre est divisé par deux avec arrondi à l'unité impaire supérieure si ce nombre n'est pas entier impair, assorti de conditions de seuils minimaux. Dans la Lozère, le nombre de cantons passe ainsi de 25 à 13.
Le canton de Bourgs sur Colagne est formé de communes des anciens cantons de Mende-Sud (1 commune), de Chanac (4 communes), de Saint-Germain-du-Teil (3 communes) et de Marvejols (5 communes). Il est entièrement inclus dans l'arrondissement de Mende. Le bureau centralisateur est situé à Bourgs sur Colagne.
À la suite de la fusion, au 1er janvier 2016, des communes de Chirac et Le Monastier-Pin-Moriès pour former la commune nouvelle de Bourgs sur Colagne, le canton comprend douze communes et il est renommé par le décret du 5 mars 2020.

## Représentation

### Liste des conseillers départementaux
| Période élective | Période élective | Mandat | Mandat                | Identité         | Nuance | Nuance | Qualité                                                                                |
| ---------------- | ---------------- | ------ | --------------------- | ---------------- | ------ | ------ | -------------------------------------------------------------------------------------- |
| 2015             | 2021             | 2015   | 24 avril 2020 (Décès) | Henri Boyer      |        | DVG    | Maire de Chirac, puis de Bourgs sur Colagne 2e vice-président du Conseil départemental |
| 2015             | 2021             | 2020   | 2021                  | Rémi André       |        | DVG    | Retraité de l'enseignement, maire de Montrodat                                         |
| 2015             | 2021             | 2015   | 2021                  | Sophie Malige    |        | DVG    | Présidente du CAUE de la Lozère                                                        |
| 2021             | 2028             | 2021   | en cours              | Rémi André       |        | DVG    | Maire de Montrodat, 5ème Vice-Président du conseil départemental                       |
| 2021             | 2028             | 2021   | en cours              | Dominique Delmas |        | DVG    | Secrétaire de mairie                                                                   |

### Résultats détaillés

#### Élections de mars 2015
À l'issue du 1er tour des élections départementales de 2015, deux binômes sont en ballotage : Henri Boyer et Sophie Malige (DVG, 35,18 %) et Michèle Castan et Pierre Morel-A-L'Huissier (Union de la Droite, 32,48 %). Le taux de participation est de 69,33 % (3 250 votants sur 4 688 inscrits) contre 66,11 % au niveau départemental et 50,17 % au niveau national.
Au second tour, Henri Boyer et Sophie Malige (DVG) sont élus avec 54,76 % des suffrages exprimés et un taux de participation de 72,20 % (1 732 voix pour 3 384 votants et 4 687 inscrits).

#### Élections de juin 2021
Le premier tour des élections départementales de 2021 est marqué par un très faible taux de participation (33,26 % au niveau national). Dans le canton de Bourgs sur Colagne, ce taux de participation est de 48,12 % (2 350 votants sur 4 884 inscrits) contre 48,91 % au niveau départemental. À l'issue de ce premier tour,  le binôme constitué de Rémy André et Dominique Delmas (DVG)est élu avec 61,31 % des suffrages exprimés.

## Composition
Lors du redécoupage de 2014, le canton comprenait treize communes entières.
À la suite de la création au 1er janvier 2016, de la commune nouvelle de Bourgs sur Colagne, le nombre de communes du canton descend à 12.
| Nom                                        | Code Insee | Intercommunalité           | Superficie (km2) | Population (dernière pop. légale) | Densité (hab./km2) | Modifier                                    |
| ------------------------------------------ | ---------- | -------------------------- | ---------------- | --------------------------------- | ------------------ | ------------------------------------------- |
| Bourgs sur Colagne (bureau centralisateur) | 48099      | CC du Gévaudan             | 53,09            | 2 077 (2022)                      | 39                 | modifier les données · modifier les données |
| Balsièges                                  | 48016      | CC Cœur de Lozère          | 32,88            | 587 (2022)                        | 18                 | modifier les données · modifier les données |
| Barjac                                     | 48018      | CC Cœur de Lozère          | 29,92            | 791 (2022)                        | 26                 | modifier les données · modifier les données |
| Cultures                                   | 48055      | CC Aubrac Lot Causses Tarn | 3,96             | 197 (2022)                        | 50                 | modifier les données · modifier les données |
| Esclanèdes                                 | 48056      | CC Aubrac Lot Causses Tarn | 12,51            | 428 (2022)                        | 34                 | modifier les données · modifier les données |
| Gabrias                                    | 48068      | CC du Gévaudan             | 20,65            | 159 (2022)                        | 7,7                | modifier les données · modifier les données |
| Grèzes                                     | 48072      | CC du Gévaudan             | 16,21            | 209 (2022)                        | 13                 | modifier les données · modifier les données |
| Montrodat                                  | 48103      | CC du Gévaudan             | 20,65            | 1 168 (2022)                      | 57                 | modifier les données · modifier les données |
| Palhers                                    | 48107      | CC du Gévaudan             | 8,59             | 192 (2022)                        | 22                 | modifier les données · modifier les données |
| Saint-Bonnet-de-Chirac                     | 48138      | CC du Gévaudan             | 7,68             | 72 (2022)                         | 9,4                | modifier les données · modifier les données |
| Saint-Germain-du-Teil                      | 48156      | CC Aubrac Lot Causses Tarn | 22,58            | 860 (2022)                        | 38                 | modifier les données · modifier les données |
| Les Salelles                               | 48185      | CC Aubrac Lot Causses Tarn | 10,62            | 166 (2022)                        | 16                 | modifier les données · modifier les données |
| Canton de Bourgs sur Colagne               | 4803       |                            | 239,34           | 6 906 (2022)                      | 29                 | modifier les données                        |

## Démographie
En 2022, le canton comptait 6 906 habitants, en évolution de +0,1 % par rapport à 2016 (Lozère : +0,11 %, France hors Mayotte : +2,11 %).
| 2013  | 2018  | 2022  |
| ----- | ----- | ----- |
| 6 690 | 6 878 | 6 906 |